# مسامية المئبر
مسامية المِئْبَر  (الاسم العلمي: Poranthera)، جنس نباتات مُزهرة تنتمي إلى فصيلة الأملجية وصفت لأول مرة على أنها جنس في عام 1811. هو واحد من ثمانية أجناس في قبيلة ذوات المئابر المسامية. أعطانه الأصلية في أستراليا ونيوزيلندا.